# Municipio de White Oak (condado de Polk)
El municipio de White Oak (en inglés: White Oak Township) es un municipio ubicado en el  condado de Polk en el estado estadounidense de Carolina del Norte. En el año 2010 tenía una población de 2.504 habitantes.

## Geografía
El municipio de White Oak se encuentra ubicado en las coordenadas 35°18′34.42″N 82°9′14.4″O / 35.3095611, -82.154000.